# Michael Kamen
Michael Arnold Kamen (15. dubna 1948 New York, USA – 18. listopadu 2003 Londýn, Spojené království) byl americký hudební skladatel a dirigent.
Složil hudbu pro víc než 80 celovečerních filmů a televizních show. Za svou tvorbu získal dva Zlaté glóby a Cenu Emmy.
21. a 22. dubna 1999 dirigoval a aranžérsky se podílel v Berklee Community Theater na společném záznamu skupiny Metallica a Sanfranciského symfonického orchestru. Společný nácvik trval 80 hodin, záznam vyšel na 2 CD s názvem S&M a v roce 2000 pod stejným názvem na DVD.
Od roku 1996 byl nemocný, měl roztroušenou sklerózu a po dlouhé chorobě zemřel 18. listopadu 2003 ve věku 55 let v Londýně na zástavu srdce.

## Hudba k filmům
| - 1976 - The Next Man - 1977 - Between the Lines - 1981 - Polyester - 1982 - Jed (Venom) - 1983 - Mrtvá zóna (The Dead Zone) - 1983 - Angelo My Love - 1985 - Brazil (Brazil) - 1985 - Amazing Stories - 1986 - Šanghajské překvapení (Shanghai Surprise) - 1986 - Rita, Sue and Bob Too - 1986 - Mona Lisa - 1986 - Highlander - 1987 - Suspect - 1987 - Ten, kdo mě hlídá (Someone to Watch Over Me) - 1987 - Smrtonosná zbraň (Lethal Weapon) - 1987 - Adventures in Babysitting - 1988 - For Queen and Country - 1988 - Homeboy - 1988 - Smrtonosná past (Die Hard) - 1988 - Akční Jackson (Action Jackson) - 1989 - Renegáti (Renegades) - 1989 - James Bond: Povolení zabíjet (Licence to Kill) - 1989 - Smrtonosná zbraň 2 (Lethal Weapon 2) - 1989 - Dead Bang - 1989 - Tales from the Crypt - 1989 - Crusoe - 1989 - Rooftops - 1989 - Road House - 1990 - The Krays - 1990 - Smrtonosná past 2 (Die Hard 2) - 1990 - Cold Dog Soup - 1991 - Two-Fisted Tales - 1991 - Král zbojníků Robin Hood (Robin Hood: Prince of Thieves) - 1991 - Nothing But Trouble | - 1991 - Let Him Have It - 1991 - Poslední skaut (The Last Boy Scout) - 1991 - Hudson Hawk (Hudson Hawk) - 1991 - Společná hra (Company Business) - 1992 - Záblesk (Shining Through) - 1992 - Smrtonosná zbraň 3 (Lethal Weapon 3) - 1992 - Blue Ice - 1993 - Wilder Napalm - 1993 - Tři mušketýři (The Three Musketeers) - 1993 - Splitting Heirs - 1993 - Poslední akční hrdina (Last Action Hero) - 1995 - Stonewall - 1995 - Opus pana Hollanda (Mr. Holland's Opus) - 1995 - Don Juan DeMarco (Don Juan DeMarco) - 1995 - Smrtonosná past 3 (Die Hard: With a Vengeance) - 1995 - Circle of Friends - 1996 - Jack (Jack) - 1996 - 101 Dalmatínů (101 Dalmatians) - 1997 - The Winter Guest - 1997 - Rande (Inventing the Abbotts) - 1997 - Horizont udalostí (Event Horizon) - 1998 - Smrtonosná zbraň 4 (Lethal Weapon 4) - 1998 - Jak přicházejí sny (What Dreams May Come) - 1998 - Strach a hnus v Las Vegas (Fear and Loathing in Las Vegas) - 1999 - S & M: Metallica with Michael Kamen Conducting the San Francisco - 1999 - Železný obr (The Iron Giant) - 2000 - Frekvence (Frequency) - 2000 - X-Men (X-Men) - 2001 - Bratrstvo Neohrožených - 2003 - Krajina střelců (Open Range) - 2004 - Gaya (Back to Gaya) - 2004 - First Daughter - 2004 - Against the Ropes |